# Who's That Girl (colonna sonora)
Who's That Girl - Original Motion Picture Soundtrack è la colonna sonora, pubblicata il 21 luglio 1987 per l'etichetta discografica Sire Records, del film Who's That Girl, parzialmente interpretata dalla cantautrice statunitense Madonna.

## Brani
Nell'album sono contenute quattro canzoni di Madonna che è anche la protagonista del film: i tre singoli Who's That Girl, Causing a Commotion e The Look of Love e la canzone Can't Stop.

## Tour
Le canzoni di Madonna contenute nell'album furono presentate dal vivo nell'Who's That Girl Tour del 1987, che toccò l'Italia con date allo stadio comunale di Firenze e allo stadio comunale di Torino. Il concerto di quest'ultima data fu trasmesso in diretta su Rai 1 e fu seguito da oltre 14 milioni di persone solo sul territorio nazionale. Nell'occasione la popstar incontrò alcuni suoi parenti italiani (zii, nonni e cugini) che risiedevano nella città di origine del padre.

## Tracce
1. Madonna – Who's That Girl – 3:58 (Madonna, Patrick Leonard)
2. Madonna – Causing a Commotion – 4:20 (Madonna, Stephen Bray)
3. Madonna – The Look of Love – 4:03 (Madonna, Patrick Leonard)
4. Duncan Faure – 24 Hours – 3:38 (Mary Kessler, Joey Wilson)
5. Club Nouveau – Step by Step – 4:43 (Jay King, Denzil Foster, Thomas McElroy, David Agent)
6. Michael Davidson – Turn It Up – 3:56 (Michael Davidson, Frederic Mercier)
7. Scritti Politti – Best Thing Ever – 3:51 (Green Gartside, David Gamson)
8. Madonna – Can't Stop – 4:45 (Madonna, Stephen Bray)
9. Coati Mundi – El Coco Loco (So So Bad) – 6:22 (Coati Mundi Hernandez)

### Outtake & demo
- Possessive Love (Madonna, Patrick Leonard, Jai Winding) - la canzone fu registrata durante le sessioni dell'album Who's That Girl ma poi esclusa. Il demo cantato da Madonna è rimasto inedito ma nel 1988 la traccia fu ceduta alla cantante Marilyn Martin (corista di Madonna nel brano Cherish), che la incise per il suo album This Is Serious del 1988.
- First Was a Kiss (Madonna, Stephen Bray) - brano inciso da Madonna ma mai pubblicato. In un'intervista del 1989 per il magazine Bravo, Madonna conferma l'esistenza di questa canzone che ha come tema la perdita dei suoi amici a causa dell'AIDS.
- Love Attack (Madonna, Stephen Bray) - brano inciso da Madonna ma mai pubblicato.

## Accoglienza
Il disco ha raggiunto in classifica il secondo posto in Italia e Francia e il settimo posto negli USA. La cosa fu sbalorditiva sia per Madonna che per i suoi produttori perché il film fu un fiasco al botteghino, a differenza dell'Italia, e la colonna sonora vendette ben 6 000 000 copie

## Classifiche

### Classifiche settimanali
| Classifica (1987-2022) | Posizione massima |
| ---------------------- | ----------------- |
| Argentina              | 1                 |
| Australia              | 24                |
| Austria                | 5                 |
| Canada                 | 4                 |
| Europa                 | 1                 |
| Finlandia              | 2                 |
| Francia                | 2                 |
| Germania               | 1                 |
| Giappone               | 5                 |
| Islanda                | 5                 |
| Italia                 | 1                 |
| Norvegia               | 2                 |
| Nuova Zelanda          | 6                 |
| Paesi Bassi            | 1                 |
| Regno Unito            | 4                 |
| Spagna                 | 4                 |
| Stati Uniti            | 7                 |
| Svezia                 | 4                 |
| Svizzera               | 4                 |
| Ungheria               | 36                |

### Classifiche di fine anno
| Classifica (1987) | Posizione |
| ----------------- | --------- |
| Austria           | 26        |
| Canada            | 37        |
| Europa            | 18        |
| Francia           | 15        |
| Germania          | 20        |
| Paesi Bassi       | 16        |
| Regno Unito       | 41        |
| Svizzera          | 29        |